# Усть-Шоношское сельское поселение
Усть-Шоношское сельское поселение или муниципальное образование «Усть-Шоношское» — муниципальное образование  со статусом сельского поселения в Вельском муниципальном районе Архангельской области. 
Соответствует административно-территориальным единицам в Вельском районе — Усть-Шоношскому и Шоношскому сельсоветам.
Административный центр — посёлок Усть-Шоноша.

## География
Усть-Шоношское сельское поселение располагается на юго-западе Вельского района. По территории поселения протекают реки: Подюга, Шоноша, Вель и др. 
Граничит:
- на севере с муниципальным образованием «Верхнешоношское»
- на востоке с муниципальным образованием «Хозьминское»
- на юге с муниципальным образованием «Солгинское»
- на западе с Подюжским сельским поселением Коношского района

## История
Постановлением президиума ВЦИК от 10 декабря 1932 года Усть-Подюжский и Якушевский сельсоветы были переданы из Няндомского района в состав Вельского района.
Муниципальное образование было образовано в 2006 году.
1 июня 2016 года Законом Архангельской области от 28 сентября 2015 года № 311-19-ОЗ, муниципальное образование Шоношское было упразднено и объединено с Усть-Шоношским сельским поселением с административным центром в посёлке Усть-Шоноша.

## Население
| 2005  | 2010  | 2011  | 2012  | 2013  | 2014  | 2015  | 2016  | 2017  |
| ----- | ----- | ----- | ----- | ----- | ----- | ----- | ----- | ----- |
| 1875  | ↘1343 | ↘1339 | ↘1249 | ↘1205 | ↘1140 | ↘1115 | ↘1064 | ↗1457 |
| 2018  | 2019  | 2020  | 2021  | 2023  |       |       |       |       |
| ↘1403 | ↘1323 | ↘1305 | ↘1083 | ↘997  |       |       |       |       |

## Состав сельского поселения
| №  | Населённый пункт | Тип населённого пункта          | Население |
| -- | ---------------- | ------------------------------- | --------- |
| 1  | Берёзово         | деревня                         | →19       |
| 2  | Дьяковская       | деревня                         | →0        |
| 3  | Зубцовская       | деревня                         | →0        |
| 4  | Каменская        | деревня                         | →0        |
| 5  | Карьер           | посёлок                         | →33       |
| 6  | Лодейное         | деревня                         | →98       |
| 7  | Мокшенская       | деревня                         | →3        |
| 8  | Нермуша          | деревня                         | →0        |
| 9  | Солга            | железнодорожная станция         | →0        |
| 10 | Тёмная           | деревня                         | →0        |
| 11 | Усть-Шоноша      | деревня                         | →383      |
| 12 | Усть-Шоноша      | посёлок, административный центр | ↘1125     |
| 13 | Шабаново         | деревня                         | →0        |
| 14 | Шоноша           | деревня                         | →17       |

В соответствии с областным законом Архангельской области от 20.12.2017 № 587-40-ОЗ «О внесении изменений в статью 29 областного закона „О статусе и границах территорий муниципальных образований в Архангельской области“», из муниципального образования «Усть-Шоношское» переподчинены в «Солгинское» следующие населённые пункты Вельского района: Горночаровская, Завелье, Заподюжье, Рылковский Погост.

## Фотогалерея

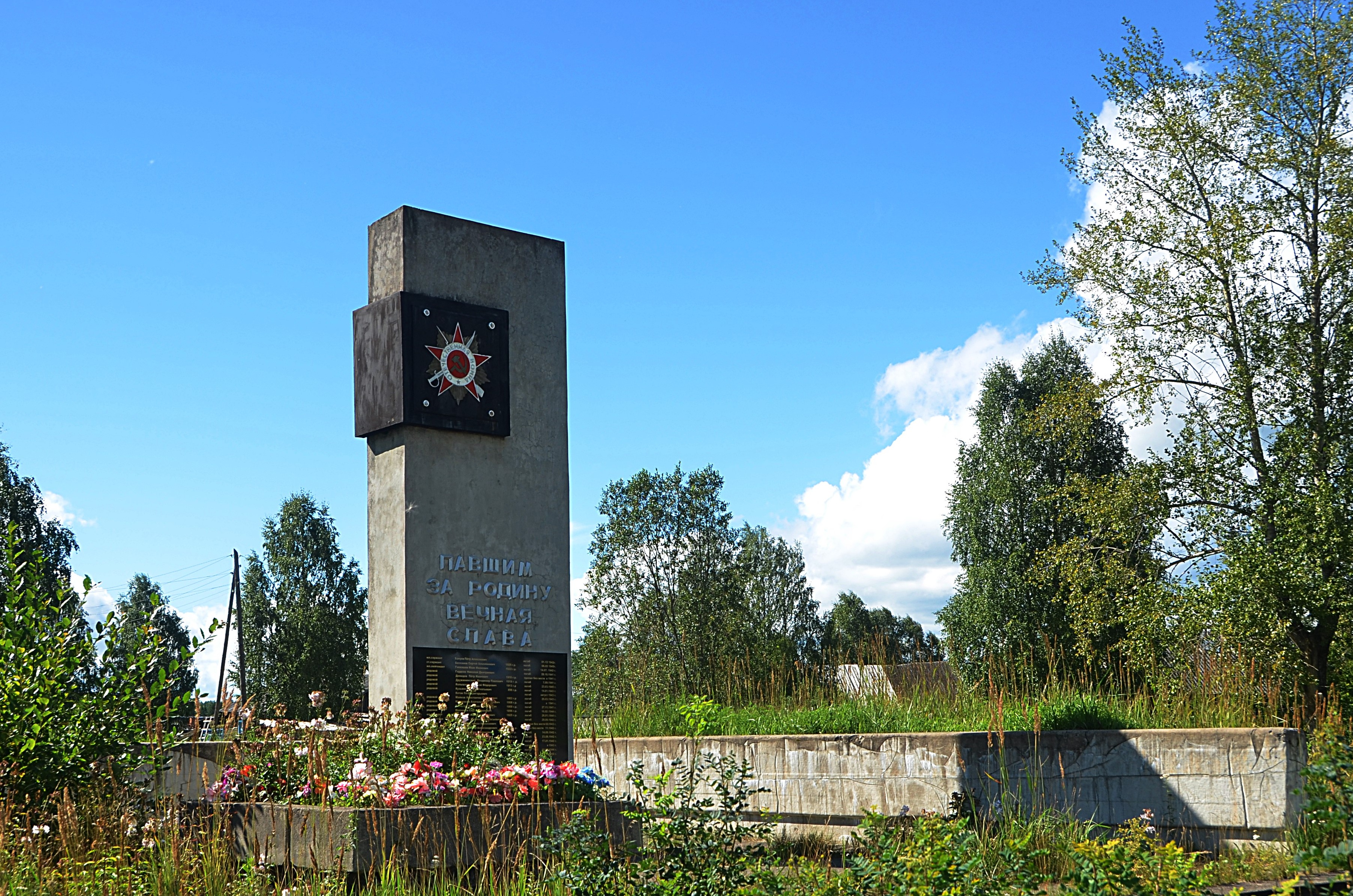
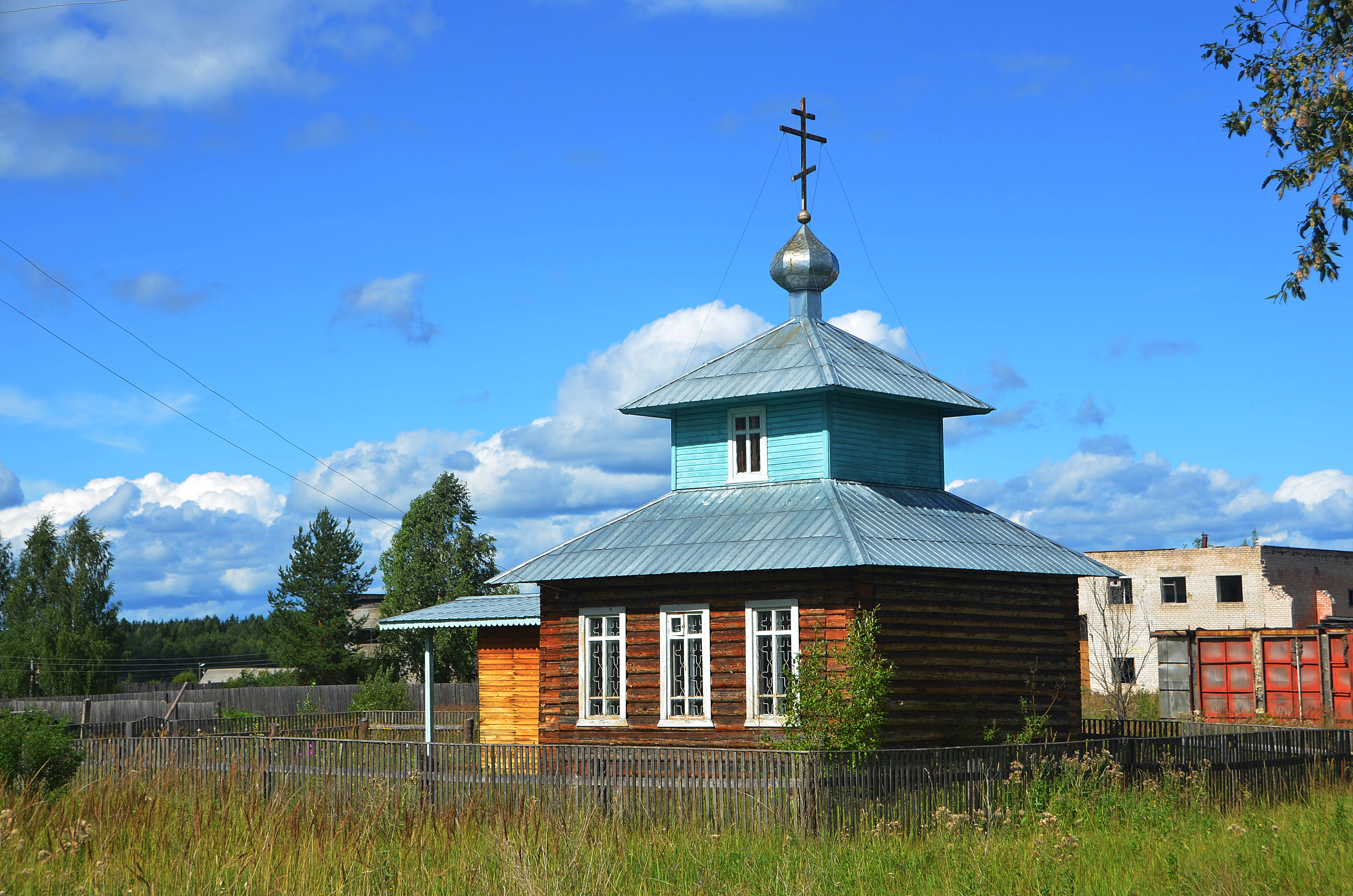
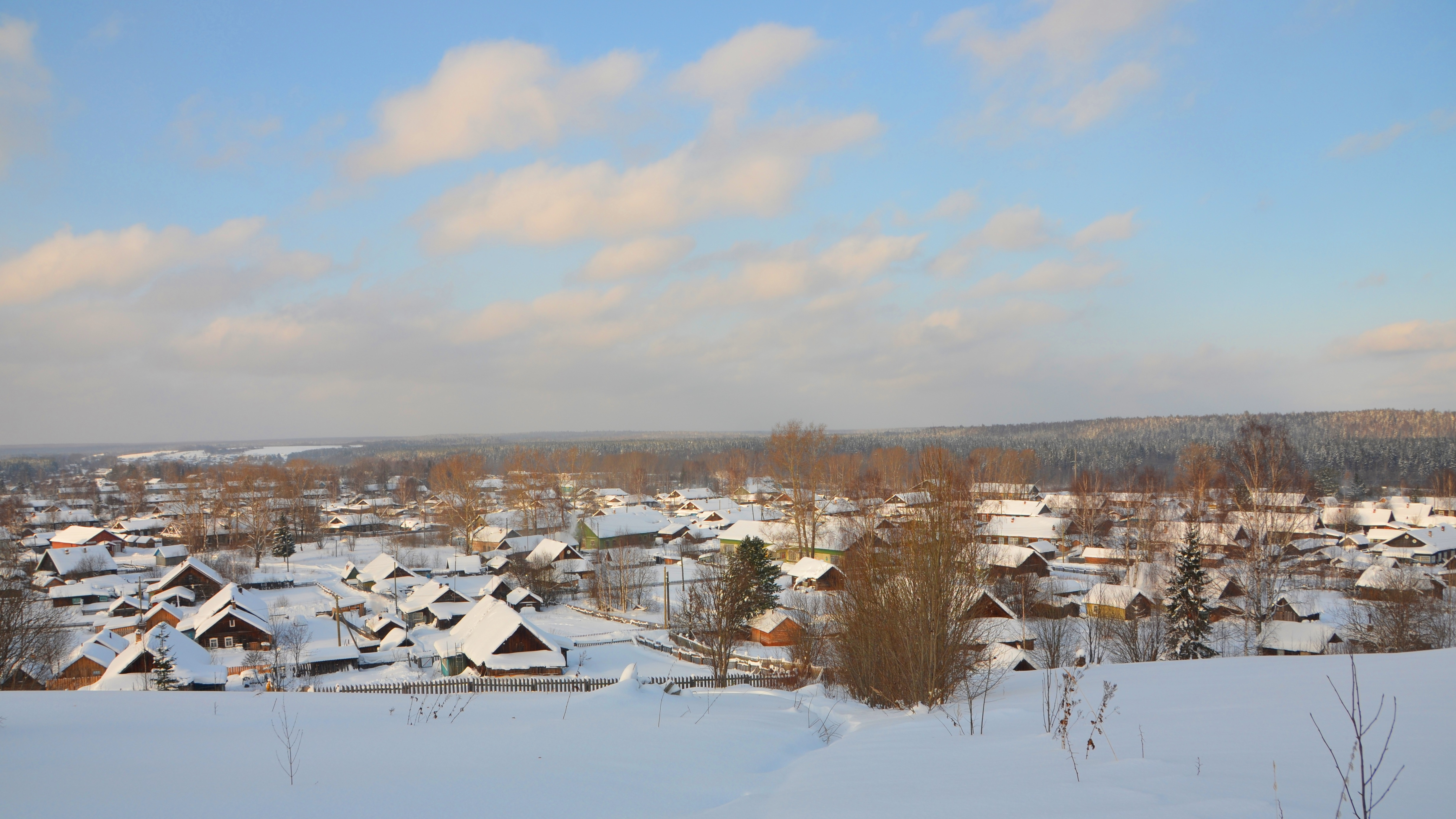